# 증보언간독
《증보언간독》은 1826년부터 작성된, 기존의 《언간독》을 증보 편찬한 교과서이다.
한글로 작성된 여러 내용들의 편지 내용들을 담고 있으며, 당시의 편지 작성의 모범 형식으로 판단한 편지들을 기록했다.
현재는 목판본과 함께 국립중앙도서관에 소장되어 있다.